# Анґ Пандай 2
«Анґ Пандай 2» (тагал. Ang Panday 2, досл. «Коваль 2») — філіппінський фантастичний бойовик 2011 року режисера Мака Алехандра. У головних ролях — Рамон «Бонґ» Ревілла-молодший, Маріан Рівера, Філіп Сальвадор та Едді Ґарсія. Фільм було представлено на кінофестивалі Metro Manila Film Festival (MMFF) у 2011 році. Фільм вийшов у прокат 25 грудня 2011 року та демонструвався по всій країні. Виробництвом займалися компанії GMA Pictures та Imus Productions.

## Сюжет
Фільм починається з того, що Флавіо/Пандай (Ревілла) і Марія оселяються в мирному і тихому містечку Матанданґ Кахой. Все було добре, аж доки Лізардо не повернувся та не викрав Марію. Намагаючись врятувати свою кохану, Флавіо перетинається з Аріаною, чий батько був убитий Лізардо. Коли вони об'єднують зусилля, Аріана розуміє, що закохується у Флавіо. Події розгортаються у чарівному світі, населеному драконами, феями та іншими міфічними істотами.

## Акторський склад
- Рамон «Бонг» Ревілла молодший — Флавіо/Пандай
- Маріан Рівера — Арлана/Беґвіс[3]
- Філіп Сальвадор — Лізардо
- Едді Ґарсія — Далуйонґ
- Іза Кальзадо — Марія
- Ріан Рамос — Емеліта
- Олден Річардс — Габлі
- Кріс Бернал — Аліра Насвен
- Лорна Толентіно — Баруга
- Еліс Дікссон — Ібіра
- Роберт Вільяр — Бугой
- Бенджі Парас — Алулод
- Люсі Торрес-Гомес — Іна Енгкантада
- Джуні Гамбоа — Лоло Іско
- Марк Лапід — капітан
- Шина Галілі
- Джої Сінґг
- Беа Бінене
- Джейк Варгас
- Барбі Фортеза
- Алісса Алано
- Кінг Гутьєррес
- Мон Конфіадо — Таумбаян
- Ана Фелео
- Амай Бісая
- Лен-Лен Фріал — Гелей

## Поширення

### Касові збори""
«Анґ Пандай 2» у день прем'єри заробив ₱29 мільйонів песо. Станом на 9 січня 2012 року фільм посідав третє місце за касовими зборами серед семи учасників 37-го MMFF, поступаючись стрічкам «Ентенґ Іна Мо» та «Друга рука».

## Відзнаки
| Рік      | Місце                      | Категорія                  | Одержувач       | Результат |
| -------- | -------------------------- | -------------------------- | --------------- | --------- |
| 2011 рік | Кінофестиваль Метро Маніла | Кращий актор               | Бонг Ревілла    | Номінація |
| 2011 рік | Кінофестиваль Метро Маніла | Кращий актор другого плану | Філіп Сальвадор | Номінація |
| 2011 рік | Кінофестиваль Метро Маніла | Кращі візуальні ефекти     | Корпорація Ріот | Перемога  |
| 2011 рік | Кінофестиваль Метро Маніла | Кращий трейлер             | Пандай 2        | Перемога  |